# Sainte-Ouenne
Sainte-Ouenne es una comuna francesa situada en el departamento de Deux-Sèvres, en la región de Nueva Aquitania.

## Demografía
| 470 | 474 | 480 | 509 | 523 | 569 | 794 |
| Para los censos de 1962 a 1999 la población legal corresponde a la población sin duplicidades (Fuente: INSEE [Consultar]) |     |     |     |     |     |     |